# Chaîne des Explorateurs
La chaîne des Explorateurs est une chaîne de montagnes située au sud-est du Puncak Jaya en Indonésie.